# Alebroides
Alebroides är ett släkte av insekter. Alebroides ingår i familjen dvärgstritar.

## Dottertaxa tillAlebroides, i alfabetisk ordning[1]
- Alebroides adonis
- Alebroides akashianus
- Alebroides aurantinus
- Alebroides barbatus
- Alebroides bidens
- Alebroides clavatus
- Alebroides cornutus
- Alebroides curvatus
- Alebroides dentatus
- Alebroides discretus
- Alebroides dworakowskae
- Alebroides elsae
- Alebroides emarginatus
- Alebroides falcatus
- Alebroides flavifrons
- Alebroides flavoniger
- Alebroides flexus
- Alebroides fumosus
- Alebroides fuscus
- Alebroides gallus
- Alebroides ghorecola
- Alebroides globosus
- Alebroides hachijonis
- Alebroides haculus
- Alebroides haedus
- Alebroides horneatus
- Alebroides incisus
- Alebroides indicus
- Alebroides involutus
- Alebroides jacobii
- Alebroides joannae
- Alebroides kowali
- Alebroides kula
- Alebroides lamellaris
- Alebroides luteus
- Alebroides magnus
- Alebroides marginatus
- Alebroides medius
- Alebroides montanus
- Alebroides nepalensis
- Alebroides nigroscutellatus
- Alebroides obliteratus
- Alebroides obtusus
- Alebroides perplexus
- Alebroides pusillus
- Alebroides qinlinganus
- Alebroides quartus
- Alebroides raciborskii
- Alebroides rayi
- Alebroides rubicundus
- Alebroides rubrus
- Alebroides salicis
- Alebroides shaanxiensis
- Alebroides shirakiellus
- Alebroides shokanus
- Alebroides similis
- Alebroides simlensis
- Alebroides sinuatus
- Alebroides sohii
- Alebroides soror
- Alebroides taibaiensis
- Alebroides toroensis
- Alebroides transversus
- Alebroides umari
- Alebroides ursulae
- Alebroides waimingi
- Alebroides wesleyi
- Alebroides vicarius
- Alebroides victor
- Alebroides wushensis
- Alebroides xanthus
- Alebroides xiphenax
- Alebroides yaksemasi
- Alebroides yanglinginus
- Alebroides zenkae
- Alebroides ziutae